# 乔罗道
乔罗道，是匈牙利索博尔奇-索特马尔-贝拉格州所辖的一个村。总面积24.68平方公里，总人口584，人口密度23.7人/平方公里（2011年1月1日）。